# بنی سیدل
بنی سیدل (به فرانسوی: Beni Sidel) یک شهرک در مراکش است که در استان ناظور واقع شده‌است.